# Gastone Darè
Gastone Darè, född 18 februari 1918 i Suzzara, död 7 juni 1976 i Mantua, var en italiensk fäktare.
Darè blev olympisk silvermedaljör i sabel vid sommarspelen 1948 i London.